# 조수철
조수철(1990년 10월 30일 ~ )은 대한민국의 축구 선수로 포지션은 미드필더이며, 현재 대한민국 부천 FC에서 활약하고 있다. 풍부한 활동량과 상대의 공격을 적극적으로 차단하는 헌신적인 플레이, 역습의 시발점이 되는 정확한 긴 패스가 장점이다.

## 클럽 경력
우석대학교를 거쳐 2013년 드래프트 추가 번외지명으로 성남 일화에 입단하였지만 1경기도 출전하지 못하고 시즌 종료와 함께 FA로 팀을 떠났다.
2014년 1월, 인천 유나이티드에 입단하였다. 5월 10일 전북 현대와의 경기에서 데뷔하였고, 이 경기에서 데뷔전 데뷔골을 기록하였다. 이후 시즌 종료까지 5경기에 더 출전하며 6경기 1골로 인천에서의 첫 시즌을 마감하였다. 2015 시즌에는 본격적으로 주전 미드필더로 도약하여 9월 중순까지 27경기에 나서 2골을 기록하였으나, 이후 계약 문제로 팀과 불화를 겪으며 시즌 종료까지 그라운드를 밟지 못했다.
2016 시즌을 앞두고 포항 스틸러스로 이적하였다. 2월 9일 스틸야드에서 열린 하노이와의 AFC 챔피언스리그 2016 플레이오프 경기 후반전에 교체 투입되며 데뷔전을 치렀다. 이후 팀 훈련 중 무릎 골절 부상을 입어 3개월이 넘는 시간 동안 재활에 매달린 후 6월 12일 전남 원정에서 선발 투입되며 복귀전을 치렀다.
2017시즌을 앞두고 K리그 챌린지의 부천 FC 1995로 이적했다. 2017년 9월 10일에 열린 성남 FC와의 경기에서 부천 이적 후 첫 경기를 치렀다.
2018시즌을 앞두고 상주 상무로 입대했다.

## 국가대표 경력
2015년 6월, 2018년 월드컵 아시아 예선 경기에 나서는 대한민국 국가대표팀 예비 명단에 포함되었다.